# Gnathocera bomokandi
Gnathocera bomokandi är en skalbaggsart som beskrevs av Louis Burgeon 1932. Gnathocera bomokandi ingår i släktet Gnathocera och familjen Cetoniidae. Inga underarter finns listade i Catalogue of Life.